# (20586) Elizkolod
(20586) Elizkolod (1999 RR160) – planetoida z grupy pasa głównego asteroid okrążająca Słońce w ciągu 4,6 lat w średniej odległości 2,76 j.a. Odkryta 9 września 1999 roku.